# Campeonato NORCECA de Voleibol Masculino
El Campeonato NORCECA de Voleibol es la máxima competición entre selecciones masculinas de voleibol de Norteamérica,Centroamérica y El Caribe, organizada por la por la NORCECA cada dos años desde 1969.

## Historial
| Año  | Sede                                | Campeón        | Subcampeón           | Tercero        |
| ---- | ----------------------------------- | -------------- | -------------------- | -------------- |
| 1969 | Ciudad de México, México            | Cuba           | México               | Estados Unidos |
| 1971 | La Habana, Cuba                     | Cuba           | Estados Unidos       | México         |
| 1973 | Tijuana, México                     | Estados Unidos | Cuba                 | Canadá         |
| 1975 | Los Ángeles, Estados Unidos         | Cuba           | México               | Estados Unidos |
| 1977 | Santo Domingo, República Dominicana | Cuba           | México               | Estados Unidos |
| 1979 | La Habana, Cuba                     | Cuba           | Canadá               | México         |
| 1981 | Ciudad de México, México            | Cuba           | Estados Unidos       | Canadá         |
| 1983 | Indianápolis, Estados Unidos        | Estados Unidos | Canadá               | Cuba           |
| 1985 | Santiago, República Dominicana      | Estados Unidos | Cuba                 | Canadá         |
| 1987 | La Habana, Cuba                     | Cuba           | Estados Unidos       | Canadá         |
| 1989 | San Juan, Puerto Rico               | Cuba           | Canadá               | Estados Unidos |
| 1991 | Regina, Canadá                      | Cuba           | Estados Unidos       | Canadá         |
| 1993 | Nueva Orleans, Estados Unidos       | Cuba           | Estados Unidos       | Canadá         |
| 1995 | Edmonton, Canadá                    | Cuba           | Estados Unidos       | Canadá         |
| 1997 | Caguas, Puerto Rico                 | Cuba           | Estados Unidos       | Canadá         |
| 1999 | Monterrey, México                   | Estados Unidos | Cuba                 | Canadá         |
| 2001 | Bridgetown, Barbados                | Cuba           | Estados Unidos       | Canadá         |
| 2003 | Culiacán, México                    | Estados Unidos | Canadá               | Cuba           |
| 2005 | Winnipeg, Canadá                    | Estados Unidos | Cuba                 | Canadá         |
| 2007 | Anaheim, Estados Unidos             | Estados Unidos | Puerto Rico          | Cuba           |
| 2009 | Bayamón, Puerto Rico                | Cuba           | Estados Unidos       | Puerto Rico    |
| 2011 | Mayagüez, Puerto Rico               | Cuba           | Estados Unidos       | Canadá         |
| 2013 | Langley, Canadá                     | Estados Unidos | Canadá               | Cuba           |
| 2015 | Córdoba, México                     | Canadá         | Cuba                 | Puerto Rico    |
| 2017 | Colorado Springs, Estados Unidos    | Estados Unidos | República Dominicana | Canadá         |
| 2019 | Winnipeg, Canadá                    | Cuba           | Estados Unidos       | Canadá         |
| 2021 | Durango, México                     | Puerto Rico    | Canadá               | México         |
| 2023 | Charleston, Estados Unidos          | Estados Unidos | Canadá               | Cuba           |
| 2025 | México                              |                |                      |                |
| 2027 | Canadá                              |                |                      |                |

## Medallero
| Selección            | Oro | Plata | Bronce | Total |
| -------------------- | --- | ----- | ------ | ----- |
| Cuba                 | 16  | 5     | 5      | 26    |
| Estados Unidos       | 10  | 11    | 4      | 25    |
| Canadá               | 1   | 7     | 14     | 22    |
| Puerto Rico          | 1   | 1     | 2      | 4     |
| México               | -   | 3     | 3      | 6     |
| República Dominicana | -   | 1     | -      | 1     |

Actualizado hasta 2023